# Álvaro Vaz de Almada, I conte di Avranches
Álvaro Vaz de Almada, I conte di Avranches (1390 circa – Alverca do Ribatejo, 20 maggio 1449), è stato un militare portoghese, primo conte di Avranches.

## Biografia
Figlio di João Vasques de Almada, discendeva da un'illustre famiglia di mercanti arricchitasi nel corso degli anni con il commercio marittimo. Trascorse gli anni della sua gioventù insieme al padre, ambasciatore portoghese in Inghilterra. A fianco degli inglesi Almada combatté nella guerra dei cent'anni. Grazie al suo valore strinse un legame di amicizia con il re inglese Enrico V. Rientrò in patria nel 1415 prendendo parte poco dopo, insieme al padre, alla conquista di Ceuta. Per i meriti di battaglia fu nominato cavaliere dal Pietro d'Aviz, duca di Coimbra e principe. Fu l'inizio di uno strettissimo legame tra i due uomini che durò decenni.
Nel 1423 Almada fu ufficialmente nominato dal re Giovanni I del Portogallo ammiraglio della flotta a vela. De facto però i poteri concessigli dal sovrano gli garantivano un'autorità assoluta sull'intera marina portoghese. Sul finire degli anni venti del XV secolo accompagnò il duca di Coimbra nel suo giro attraverso le corti reali europee. Insieme i due combatterono contro i turchi in Ungheria agli ordini dell'imperatore Sigimondo. Rientrò in Portogallo nel 1433. Cinque anni più tardi fu tra i principali capi militari che presero parte alla disastro spedizione di Tangeri. Grazie al valore dimostrato in battaglia Almada poté ottenere il privilegio di essere l'ultimo uomo ad abbandonare il suolo marocchino al termine della ritirata dell'esercito portoghese.
Durante la crisi dinastica del 1438-39, Álvaro Vaz de Almada fu tra i primi a schierarsi al fianco del duca di Coimbra. Durante i tumulti popolari, nel settembre 1439, il popolo di Lisbona elesse Almada come gonfaloniere e portavoce della città. Come riconoscimento dei suoi sforzi il duca di Coimbra, divenuto nel frattempo reggente, lo nominò membro del suo consiglio reale e governatore del castello di Giorgio a Lisbona nell'aprile 1440.
L'8 agosto 1444, il re Enrico VI d'Inghilterra emise una lettera reale che insigniva Álvaro Vaz de Almada del titolo 1º conte di Avranches. Avranches era una delle poche città normanne ad essere ancora governate dagli inglesi; il titolo fu tradotto dagli scrittori portoghesi come conde de Abranches. La lettera citava il suo distinto servizio alla corona inglese nei regni di Enrico V ed Enrico VI. L'anno successivo Almada fu nominato 162° cavaliere dell'ordine della Giarrettiera. Egli fu uno dei pochi stranieri non di sangue reale a diventare membro dell'illustre ordine cavalleresco inglese, e l'unico portoghese a ricevere un titolo ereditario inglese. Oltre a questi onori, Enrico VI concesse ad Almada una pensione annuale a vita di cento marchi, così come un regalo, una coppa d'oro con cento marchi d'oro all'interno.
La notizia della carriera di Almada in Inghilterra è filtrata in modo incompleto nella leggenda popolare cavalleresca portoghese dei Dodici d'Inghilterra (Os Doze de Inglaterra). Un racconto semi-leggendario reso famoso da Luís de Camões nel suo I Lusiadi, è ambientato durante il regno di Giovanni I, e racconta di come dodici (o tredici) cavalieri portoghesi andarono in Inghilterra per riparare un'offesa fatta ad alcune dame della casa di Giovanni Plantageneto, I duca di Lancaster. Almada è tradizionalmente identificato come uno dei dodici cavalieri (anche se l'anno proposto dalla leggenda - se fosse accaduto - sarebbe stato il 1390 circa, quando Almada era appena nato).
Nel 1448, il nipote Alfonso V del Portogallo, raggiunse la maggiore età e, dopo essere stato incoronato re, destituì dalla reggenza il duca di Coimbra. Successivamente, sotto l'influenza di Alfonso, conte di Barcelos, il nuovo sovrano si mise immediatamente a disfare tutti gli atti della reggenza di Pietro e a licenziare tutti i suoi incaricati, spesso accompagnati da dubbie procedure legali per espropriarli ulteriormente. I nobili e i burocrati licenziati si rivolsero così a Pietro per un risarcimento. Almada, che allora si trovava a Ceuta, rientrò in Portogallo nel settembre del 1448 per sostenere il duca di Coimbra. Per aver osato parlare in difesa di Pietro in tribunale, fu espropriato del governo della città di Lisbona nel dicembre dello stesso anno. Successivamente si mise a capo di un contingente fedele a Pietro e lo condusse sino a Coja, ai confini del ducato di Coimbra, per bloccare il passaggio di Afonso di Barcelos-Braganza e dei suoi soldati attraverso le proprietà del suo amico. Anche se la colonna di Barcelos-Braganza era più numerosa, la reputazione militare di Almada era tale che il suo avversario decise di prendere un percorso tortuoso piuttosto che affrontarlo in battaglia.
Nel maggio del 1449, il duca di Coimbra, accompagnato da Almada, marciò da Coimbra su Lisbona, per chiedere pacificamente al re che a lui e ai suoi partigiani congedati fosse data la possibilità di difendersi in tribunale. Barcelos-Braganza informò invece Afonso V che Coimbra e Almada avevano intenzione di assediare Lisbona e che probabilmente avrebbero usato le loro conoscenze per provocare una rivolta all'interno della città. Il re, allarmato, dichiarò i due ribelli e traditori e ordinò alle sue truppe di fermarli.
Gli eserciti si scontrarono il 20 maggio 1449 nella battaglia di Alfarrobeira, presso Alverca do Ribatejo, a circa 30 km a nord-est di Lisbona. Si dice che il duca di Coimbra e Almada avessero fatto un giuramento personale di non sopravvivere l'uno all'altro. Pietro fu ucciso all'inizio dello scontro. Almada, avendo ricevuto la notizia da un paggio, gli ordinò di non rivelarla al resto dell'esercito. Poi, dopo un breve rinfresco, marciò in avanti nel cuore della battaglia. Rapidamente riconosciuto, Almada fu rapidamente circondato dai soldati del re, ma rifiutò di arrendersi. Colpì tutti quelli che gli si avvicinavano, finché, alla fine, esausto, pronunciò la sua famosa esclamazione: "O mio corpo, sento che non puoi più; e tu, anima mia, già ritardi." ("Meu corpo, sinto que não podes mais; e tu, minh' alma, já tardas."), abbassò la spada e cadde a terra, pronunciando le sue ultime parole famose "ora abbandonatevi, villani" ("Ora fartar villanagem", oggi una comune espressione portoghese). I suoi nemici gli piombarono addosso e lo finirono.
Su ordine del re, il corpo di Almada fu lasciato decapitato sul campo di battaglia ed esposto agli elementi a decomporsi all'aperto. Solo dopo le ripetute suppliche del fratello João Vaz de Almada, il re Afonso V acconsentì a far seppellire la salma. Ciononostante, i procedimenti legali continuarono contro Almada, e molte delle sue proprietà furono confiscate. La sede familiare di Algés andò a João Vaz de Almada, mentre gran parte del resto fu assegnato al consigliere del re Álvaro Pires de Távora. Alla vedova di Almada, Catarina de Castro fu permesso di mantenere solo il possesso delle loro case di Lisbona, così come le tasse degli ebrei. Il figlio maggiore di Almada, João de Abranches (dal primo matrimonio di Almada, che aggiunse "Abranches" al suo cognome pur non possedendo il titolo), ereditò ciò che rimaneva delle proprietà di suo padre prima del 1385 che non potevano essere confiscate dalla corona. Il titolo di conte di Abrantes e ammiraglio della flotta fu poi recuperato da Fernando de Almada, l'unico figlio del secondo matrimonio di Almada con Catarina de Castro.

## Omaggi
Il suo volto era raffigurato sulla banconota da 5 escudos.